# Altar de Zeus Agoraios

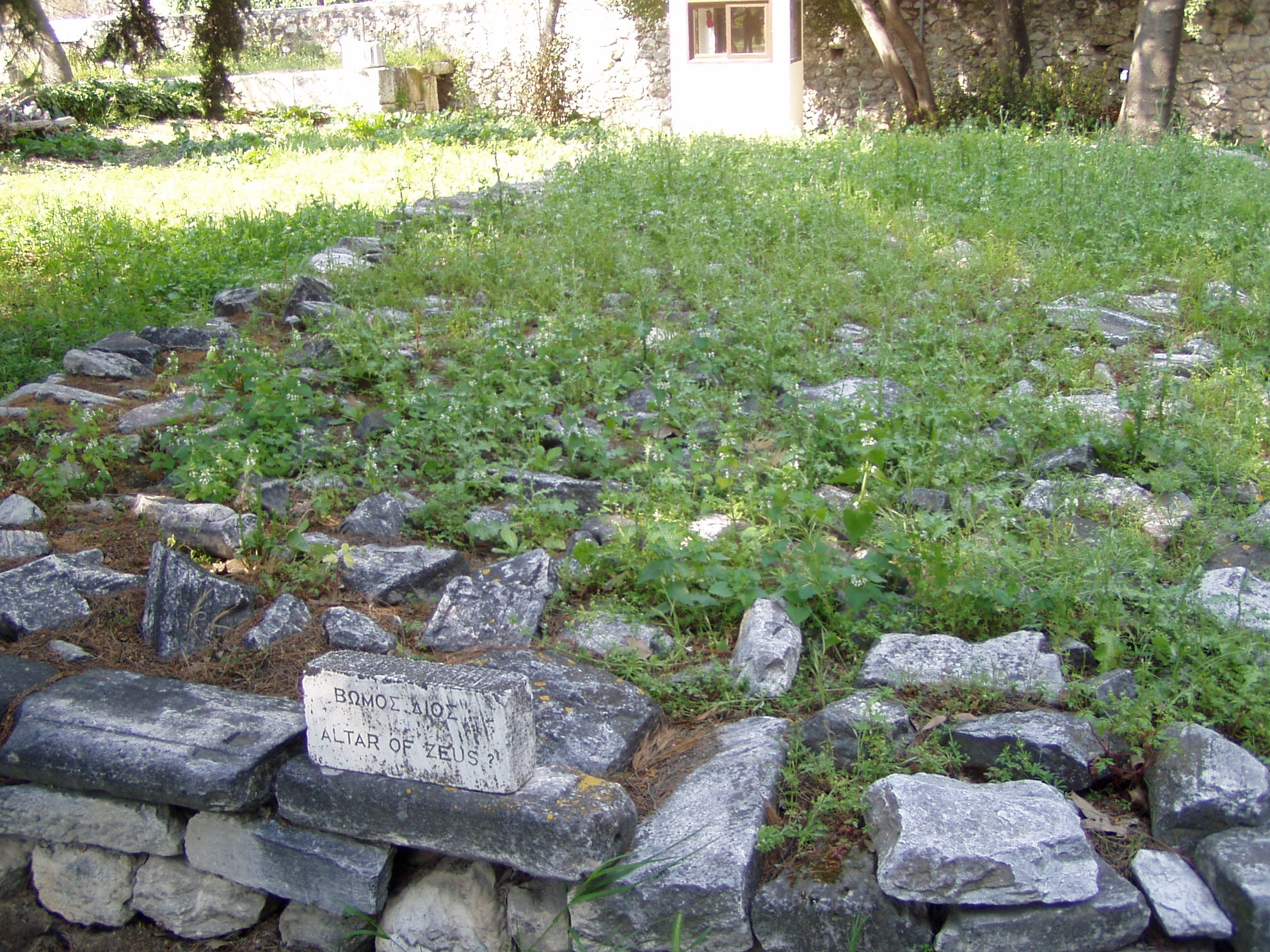
Altar de Zeus Agoraios, a l'Àgora d'Atenes.

L'Altar de Zeus Agoraios (grec antic: Βωμός Διός Αγοραίου 'Altar de Zeus de l'Àgora'), és un altar situat al costat oest de l'Àgora d'Atenes, prop del Monument als herois epònims. Va ser construït al segle iv aC amb marbre blanc, de 9 m de profunditat i 5,5 m d'amplària.
Va ser un dels primers descobriments de l'Àgora durant les excavacions de 1931. Hi ha evidència de marques de paletes del període d'August que mostren que va ser mogut del seu emplaçament inicial, identificat al pujol de la Pnyx, fora de l'Àgora.

Un antic erudit va dir:
| « | No pot ser coincidència que Zeus, que la seva tasca especial era dirigir les assemblees polítiques dels atenesos, sortís de la Pnyx just en l'època d'August, qui va restringir bruscament els poders d'aquestes assemblees. | » |